# Polypropylenglykol
Polypropylenglykol (také nazývaný polypropylenoxid) je polymer propylenglykolu a látka patřící mezi polyethery. Název polypropylenglykol se používá pro polymery s nízkou a střední molekulovou hmotností, u kterých má druh koncové funkční skupiny (což je nejčastěji hydroxyl) vliv na vlastnosti látky, zatímco označení polypropylenoxid většinou náleží polymerům, jejichž molekulová hmotnost je vyšší a vlastnosti nejsou významně ovlivňovány druhem koncové funkční skupiny. V roce 2003 bylo v polymer přeměněno 60 % z 6,6 milionů tun vyrobeného propylenoxidu.

## Výroba

Katalyzátor isotaktické polymerizace polypropylenoxidu

Polypropylenglykol se vyrábí polymerizací propylenoxidu. Iniciátorem reakce bývá většinou alkohol a jako katalyzátor se používá zásada, nejčastěji hydroxid draselný. Pokud je iniciátorem ethylenglykol nebo voda, tak je vzniklý polymer lineární. Při použití iniciátorů s více funkčními skupinami, jako jsou glycerol, pentaerythritol nebo sorbitol se vytváří polymery s rozvětvenými molekulami.

Strukturní vzorec polypropylenglykolu

Běžná polymerizace propylenoxidu vede k tvorbě ataktického polymeru, u kterého jsou substituenty s ohledem na stereoizomerii rozmístěny náhodně. Isotaktický polymer, tedy takový, u něhož jsou všechny substituenty na stejné straně, lze připravit z opticky aktivního propylenoxidu, což je ale značně nákladné. Roku 2005 byl popsán salenový katalyzátor, pomocí kterého lze připravit isotaktický polymer z prochirálního propylenoxidu.

## Vlastnosti
Polypropylenglykol (PPG) se v mnohém podobá polyethylenglykolu (PEG). Za pokojové teploty je kapalný. Rozpustnost ve vodě s rostoucí molekulovou hmotností rychle klesá. Sekundární hydroxylové skupiny PPG jsou méně reaktivní než primární hydroxyly u polyethylenglykolu. PPG je méně toxický než PEG, a tak se biltechnologické experimenty častěji provádějí v PPG.

## Použití
- PPG se používá při výrobě polyuretanů, kde slouží k úpravě mechanických vlastností produktů, dále nachází využití jako tenzid, kalibrační látka ve hmotnostní spektrometrii a jako složka některých projímadel.